# Requin dormeur buffle
Heterodontus mexicanus
Pour les articles homonymes, voir Requin dormeur.
Espèce
Répartition géographique
Statut de conservation UICN

 DD  : Données insuffisantes
Le requin dormeur buffle (Heterodontus mexicanus) a été décrit par Leighton. R Taylor Jr. et José Luis Castro-Aguirre en 1972. Il fait partie de la famille des hétérodontidés. Il est connu sous les noms communs Mexican hornshark et buffalo hornshark en anglais. 
Cette espèce se retrouve dans le Pacifique oriental, aux coordonnées géographiques suivantes 31°N - 18°S et 115°W - 80°W. Elle est présente au Mexique (sud de la Basse-Californie, golfe de Californie et côte sud du Pacifique), au sud du Guatemala, au Panama (golfe du Panama), en Colombie, probablement en Équateur et au Pérou,.
Il s’agit d’une espèce démersale pouvant se trouver à des profondeurs allant jusque 50 mètres. On la retrouve sur les fonds rocheux, les récifs sous-marins, les récifs coralliens et les zones sableuses,. Cette espèce nocturne se faufile souvent entre les rochers se nourrissant de crabes et de poissons démersaux. 
Le requin dormeur buffle se distingue des requins de cette famille par la présence de grandes taches noires sur le corps et les nageoires, d’une taille équivalente ou supérieure à la moitié du diamètre des yeux. Le requin dormeur cornu (heterodontus fracisci) se trouve dans la partie la plus septentrionale de l’aire de distribution du requin dormeur buffle (golfe de Californie à la Californie centrale) et est similaire en apparence, mais ses taches sont beaucoup plus petites et plus nombreuses. 
Le requin dormeur buffle est ovipare. Les femelles pondent des œufs portant des brides rigides en forme de T qui permettent le calage des œufs dans des crevasses. Les œufs possèdent également de longues vrilles.
Il n'a pas de valeur commerciale, mais il est capturé accessoirement dans les filets maillants de fond et les chaluts à crevettes dans le golfe de Californie et dans les lagunes côtières du Mexique. Les captures sont rejetées ou parfois conservées pour la consommation humaine ou la fabrication de farine de poisson. 
Il y a très peu d’information sur les effectifs de cette espèce, mais sa situation est potentiellement préoccupante en raison de sa distribution disjointe restreinte et de la pression exercée par les pêches artisanale et industrielle.

## Description

### Morphologie générale
Le requin dormeur buffle ressemble au requin dormeur cornu (Heterodontus francisci). Ces deux espèces présentent des taches sombres circulaires sur le corps. Cependant, le requin dormeur cornu présente des taches plus petites d’un diamètre inférieur au tiers du diamètre de l’œil. Tandis que le requin dormeur buffle porte des taches sombres d’un diamètre égal ou supérieur au diamètre de l’œil. 
Le requin dormeur buffle atteint une taille maximale de 70 centimètres alors que le requin dormeur cornu atteint une taille d’environ 100 centimètres,.

### Tête
La tête est carrée et élancée avec un museau semblable à celui d'un cochon. Le requin porte deux crêtes osseuses basses au-dessus de chaque œil se terminant progressivement vers l'arrière. L’espace inter-orbitaire est légèrement concave. La profondeur entre les crêtes est inférieure à un quart de la longueur des yeux. La tête présente une barre de couleur claire sur la surface inter-orbitaire entre les deux crêtes et une ou deux taches indistinctes sombres sont présentes sous les yeux. La bouche est petite avec des dents molariformes élargies en arrière.
Les dents antérieures sont tricuspides où la cuspide centrale est la plus grande. Les dents latérales sont modifiées en molaires plates. 

### Corps
Il s’agit d’un requin au corps mince présentant de grandes taches noires d'un demi-diamètre ou plus de l'œil sur un fond gris-brun clair. Les denticules du tronc latéral sont larges (1 à 1,5 mm de large et visibles à l'œil nu) et rugueux, de forme largement croisée avec des bords échancrés. La zone située derrière la première nageoire dorsale présente environ 70 à 130 denticules par cm2 chez les adultes. 

### Nageoires
Le requin dormeur buffle a deux nageoires dorsales chacune portant une épine séparée de la bordure antérieure de la nageoire. Il possède également une nageoire anale. L’origine de la première nageoire dorsale se trouve sur les bases pectorales. La longueur de la première nageoire dorsale est de 24 à 29% et l'espace entre les nageoires anale et caudale atteint 6 à 9 % de la longueur totale du corps.  La nageoire anale est subangulaire et arrondie à faiblement falciforme, avec l'apex atteignant l'origine de la nageoire caudale inférieure ou tombant un peu en arrière lorsqu'elle est décontractée.
La nageoire caudale a une bordure postéro-ventrale supérieure droite et a une forme en palette. 

## Distribution et Habitat
Le requin dormeur buffle est endémique du Pacifique est avec une distribution isolée dans le golfe de Californie et le Pacifique mexicain au Guatemala, en Colombie et au Panama (golfe du Panama) et probablement en Équateur et au Pérou,,,.
Il se retrouve sur les fonds rocheux, sur les récifs sous-marins, sur les récifs coralliens et sur les zones sableuses à des profondeurs oscillant entre 20 et 50 mètres,. 
Il coexiste avec le requin dormeur cornu (Heterodontus francisci) dans le golfe de Californie. Ce dernier, se retrouve plutôt à des profondeurs de l’ordre de 150 mètres. 

## Comportement

### Alimentation
Il se nourrit de crabes et de poissons démersaux. 

### Reproduction
Il n’y a aucune information détaillée sur la biologie de l'espèce, mais comme d'autres Heterodontus, il est ovipare. Les œufs pondus portent de longues vrilles et des brides rigides en forme de T à leur surface. Ces brides rigides permettent le calage des œufs entre des crevasses et remplacent le rôle des vrilles, contrairement aux autres requins dormeurs qui possèdent des œufs à brides flexibles. Les brides peuvent également servir à protéger l'œuf des impacts et des prédateurs d'œufs. 
Les œufs font environ 8 à 9 centimètres de long. Ils éclosent vers 14 centimètres. Les mâles atteignent leur maturité entre 40 et 50 cm,.
Les jeunes présentent des taches noires plus visibles. 

## Le requin dormeur buffle et l’homme
L’espèce ne présente qu’un faible intérêt pour la pêche. De nombreuses prises accidentelles ont lieu lors des pêcheries de crevettes dans le golfe de Californie et dans les lagunes côtières du Mexique. Les captures sont rejetées ou parfois conservées pour la consommation humaine, la farine de poisson ou pour leur peau,.
Selon une étude, Heterodontus mexicanus représente 1,53 % des pêcheries artisanales de requins dans le nord du golfe de Californie. De nombreux individus (jusqu'à un millier d'individus) peuvent être capturés dans un seul filet maillant. 
Le requin dormeur cornu est une espèce robuste pouvant survivre à la capture s’il est remis à l'eau. Cependant, les prises au Mexique sont souvent laissées sur la plage où les requins finissent par mourir. Les œufs sont pondus dans des zones rocheuses peu susceptibles d'être touchées par les pêches. Les informations disponibles sur les effectifs sont insuffisantes pour évaluer le statut précis de l’espèce, mais la situation de l'espèce est potentiellement préoccupante en raison de sa distribution disjointe restreinte et de la pression exercée par la pêche artisanale et industrielle,. Il est à noter que l'espèce est difficile à identifier et que certaines prises peuvent être des Heterodontus francisci étant donné que les deux espèces coexistent ensemble et présentent de fortes ressemblances. 